# Tellervo albistola
Tellervo albistola är en fjärilsart som beskrevs av Lucas 1889. Tellervo albistola ingår i släktet Tellervo och familjen praktfjärilar. Inga underarter finns listade i Catalogue of Life.